# Creu Roja
El Moviment Internacional de la Creu Roja i la Mitja Lluna Roja, més conegut com a Creu Roja, és un moviment humanitari internacional que aplega al voltant de 97 milions de voluntaris arreu del món que va ser fundat per protegir la vida humana i la salut, per garantir el respecte a tots els éssers humans i per prevenir i alleujar el patiment humà, sense cap mena de discriminació basada en la nacionalitat, raça, gènere, creences religioses, classe social o opinions polítiques.
El terme Creu Roja Internacional, que de vegades encara té una certa utilització, no és adequat perquè actualment no hi ha cap organització amb aquest nom. El Moviment està format per diverses organitzacions, jurídicament independents entre si, però unides al Moviment a través d'uns principis bàsics comuns: els objectius, els símbols, els estatuts i els òrgans de govern.
El Moviment està format per les següents organitzacions: 
- Comitè Internacional de la Creu Roja (CICR)
- Federació Internacional de Societats de la Creu Roja i de la Mitja Lluna Roja (FICR)
- Societats Nacionals de la Creu Roja i la Mitja Lluna Roja

## Història

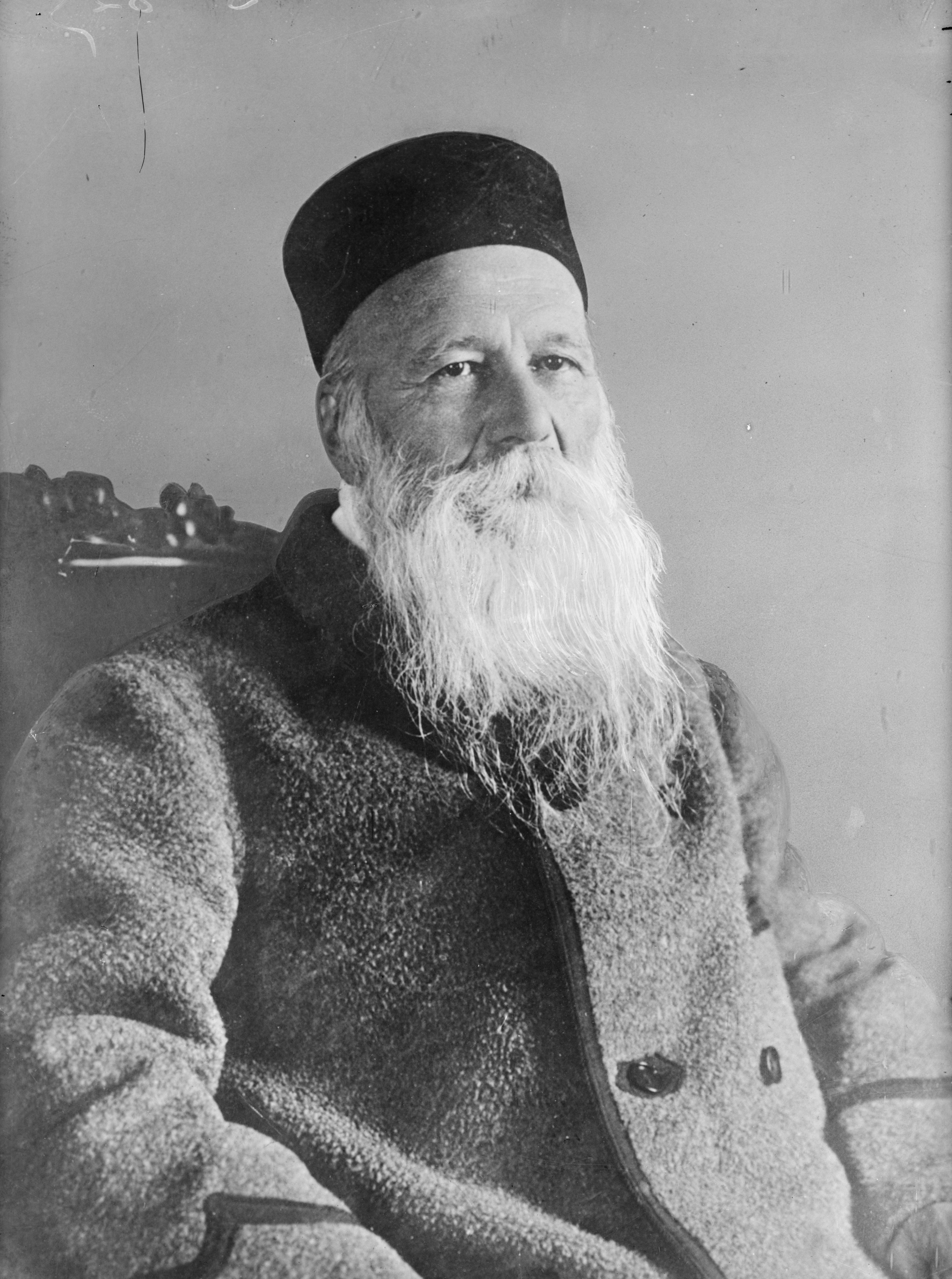
Henri Dunant, el fundador de la Creu Roja

Fins a mitjans del segle xix no existia als exèrcits un servei d'infermeria organitzat i ben establert per atendre les baixes i tampoc cap institució segura i protegida on poder acomodar i atendre els ferits en el camp de batalla. El juny del 1859, l'empresari suís Henri Dunant va viatjar a Itàlia per trobar-se amb l'emperador francès Napoleó III amb la intenció de discutir les dificultats que trobava per fer negocis a Algèria, en aquell moment ocupada per França.
Quan va arribar a la ciutat de Solferino, el vespre del 24 de juny, va ser testimoni de la batalla de Solferino, part de la Segona guerra de la independència italiana. En un sol dia, al voltant de 40.000 soldats d'ambdós bàndols van morir o van quedar ferits al camp. Henri Dunant va quedar commocionat per les terribles seqüeles de la batalla, el patiment dels soldats ferits, i la manca gairebé total d'assistència mèdica i cures bàsiques. Aleshores abandonà totalment el motiu original del seu viatge i durant alguns dies es va dedicar a ajudar en el tractament i l'atenció als ferits. Va tenir èxit en l'organització de l'assistència motivant a la població local a ajudar sense discriminació.
Quan tornà a Ginebra, decidí d'escriure un llibre titulat Record de Solferino, que va publicar amb els seus propis diners el 1862. Va enviar còpies del llibre a les principals figures polítiques i militars en tot Europa. A més de fer una vívida descripció de les seves experiències a Solferino del 1859, va advocar explícitament a favor de la creació d'organitzacions nacionals de socors voluntari per ajudar els soldats ferits en el cas de guerra. A més, va instar a l'elaboració de tractats internacionals per garantir la protecció de metges i hospitals de campanya neutrals per als soldats ferits en el camp de batalla.
El 9 de febrer del 1863, Henri Dunant va fundar a Ginebra el "Comitè dels Cinc", juntament amb el jurista Gustave Moynier, els metges cirurgians Louis Appia i Théodore Maunoir i el general Guillaume-Henri Dufour, com una comissió d'investigació de la Societat pel Benestar Públic de Ginebra. El seu objectiu era examinar la viabilitat de les idees de Dunant i organitzar una conferència internacional sobre la seva possible aplicació. Vuit dies més tard van decidir canviar el nom de la comissió rebatejant-la com a "Comitè Internacional per al Socors dels Ferits". La conferència internacional organitzada pel Comitè es va celebrar a Ginebra entre el 26 i el 29 d'octubre del 1863, amb l'objectiu de desenvolupar les possibles mesures per millorar els serveis mèdics en el camp de batalla.

### La conferència de Ginebra
La conferència va comptar amb la presència de 36 persones: divuit delegats oficials dels governs, sis delegats d'altres organitzacions no governamentals, set delegats estrangers no oficials, i els cinc membres del Comitè Internacional. Els estats representats per delegats oficials van ser l'Imperi austríac, el Gran Ducat de Baden, el Regne de Baviera, el Segon Imperi Francès, Hesse-Kassel, el Regne d'Itàlia, els Països Baixos, el Regne de Prússia, l'Imperi Rus, el Regne de Saxònia, el Regne d'Espanya, la Unió Suècia-Noruega i el Regne Unit de la Gran Bretanya i Irlanda.

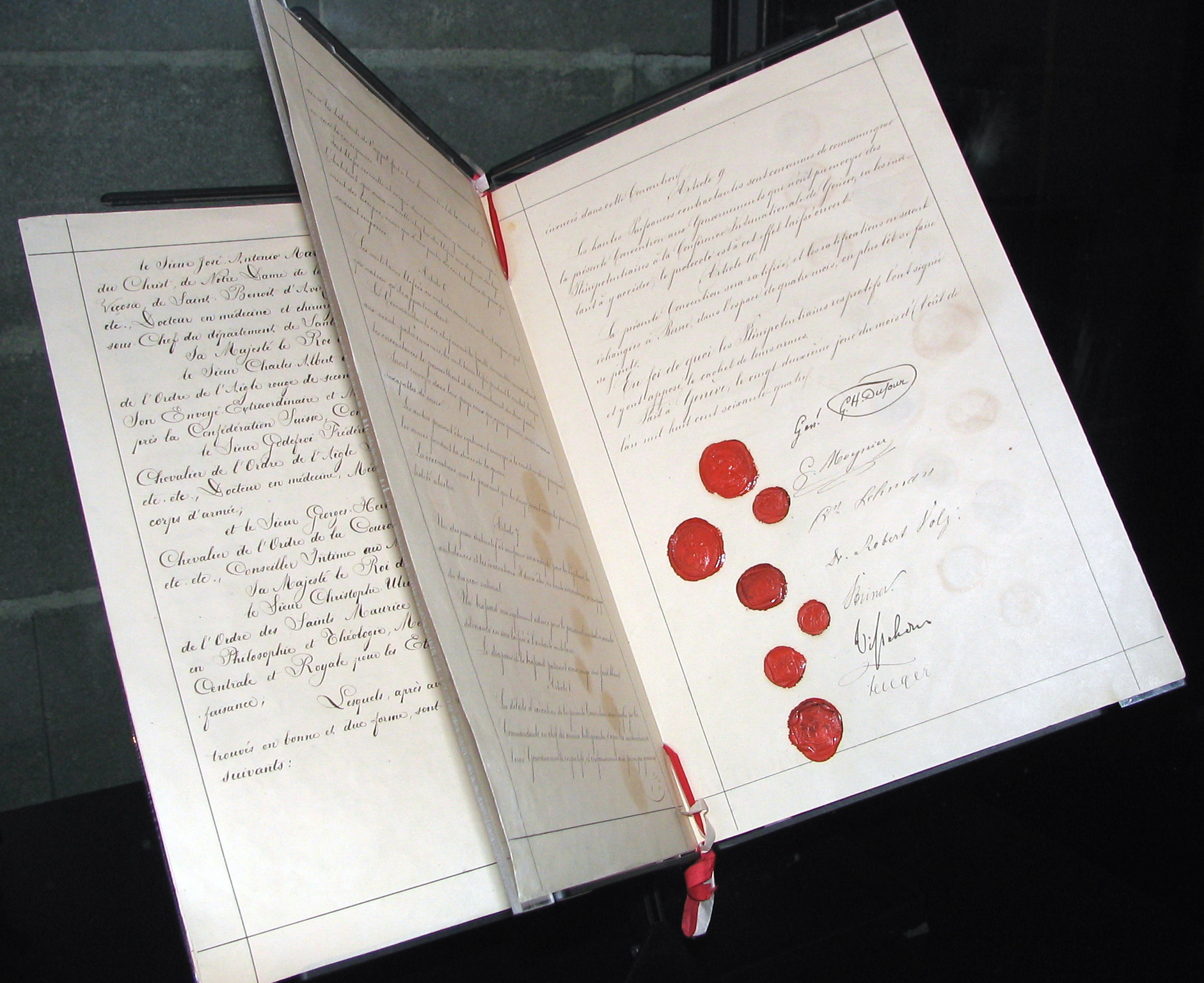
Document original de la Primera Convenció de Ginebra, 1864

Entre les propostes que apareixen a les resolucions finals de la Conferència, aprovades el 29 d'octubre de 1863, hi ha:
- La fundació de societats nacionals de socors per als soldats ferits;
- La neutralitat i la protecció per als soldats ferits;
- La utilització de forces voluntàries per a l'assistència de socors en el camp de batalla;
- L'organització de conferències addicionals per a promulgar aquests conceptes en tractats internacionals vinculants legalment, i
- La introducció d'un símbol distintiu comú de protecció per al personal mèdic en el camp, una banda blanca amb una creu vermella al voltant del braç.

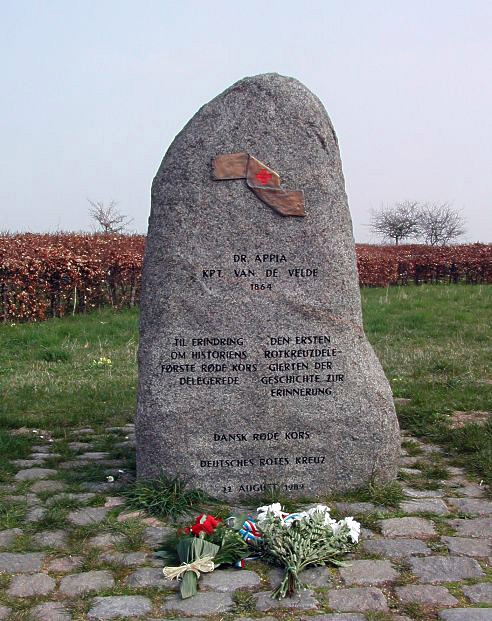
Memorial en commemoració del primer ús del símbol de la Creu Roja en un conflicte armat durant la Batalla de Dybbøl (Dinamarca) el 1864; erigit el 1989 conjuntament per les societats nacionals de la Creu Roja de Dinamarca i Alemanya.

Un any més tard el govern suís va convidar els governs de tots els països europeus i als Estats Units, el Brasil i Mèxic a assistir a una conferència diplomàtica oficial. Setze països van enviar un total de vint-i-sis delegats a Ginebra. El 22 d'agost de 1864, la conferència va adoptar la primera Convenció de Ginebra per la millora de la sort que corren els militars ferits en els exèrcits en campanya. Els representants de 12 estats van signar el conveni: Baden, Bèlgica, Dinamarca, França, Hesse, Itàlia, Països Baixos, Portugal, Prússia, Suïssa, Espanya, i el Regne de Württemberg.
La convenció conté deu articles, on s'estableixen per primera vegada normes jurídicament vinculants que garanteixi la neutralitat i la protecció per als soldats ferits, el personal sanitari i institucions humanitàries específiques en un conflicte armat. A més, la Convenció defineix dos requisits específics per al reconeixement d'una societat nacional de socors pel Comitè Internacional:
- La societat nacional ha de ser reconeguda pel seu propi govern nacional com una societat de socors d'acord amb la convenció, i
- El govern nacional de cada país ha de formar part de la Convenció de Ginebra.

Tot seguit a l'establiment de la Convenció de Ginebra, les primeres societats nacionals es van fundar a Bèlgica, Dinamarca, França, Oldenburg, Prússia, Espanya i Württemberg. També el 1864, a la Guerra dels Ducats, Louis Appia i Charles Van de Velde, un capità de l'exèrcit neerlandès, es van convertir en els primers delegats independents i neutrals que van treballar sota el símbol de la Creu Roja en un conflicte armat. Tres anys després, el 1867, es va convocar la primera Conferència Internacional de les Societats Nacionals d'Ajuda per a la Infermeria dels ferits de guerra. La primera Conferència Internacional de la Creu roja, amb la participació de nou governs i 16 societats nacionals.
El 1867, Henri Dunant es va veure forçat a declarar-se en fallida a causa dels problemes de les seves empreses a Algèria, en part perquè havia descuidat els seus interessos comercials a causa de les seves activitats pel Comitè Internacional. La controvèrsia que va envoltar les relacions comercials de Dunant i l'opinió pública negativa resultant, en combinació amb un conflicte amb Gustave Moynier, va conduir a la remoció de Dunant del seu càrrec com a membre i secretari. Va ser acusat de fallida fraudulenta i es va arribar a emetre una ordre d'arrest i es va veure obligat a abandonar Ginebra i mai va tornar a la seva ciutat natal. En els anys següents es van fundar societats nacionals a gairebé tots els països d'Europa. El 1876 el comitè va adoptar el nom de "Comitè Internacional de la Creu Roja" (CICR), que segueix sent la seva denominació oficial actual. Cinc anys més tard es va fundar als Estats Units la American Red Cross gràcies als esforços de Clara Barton. Cada cop més i més països van anar signant la Convenció de Ginebra i van començar a respectar-la a la pràctica durant els conflictes armats. En un període relativament curt, la Creu Roja va rebre un gran impuls com un moviment internacional respectat, i les societats nacionals van ser cada vegada més populars com a lloc per al treball voluntari.

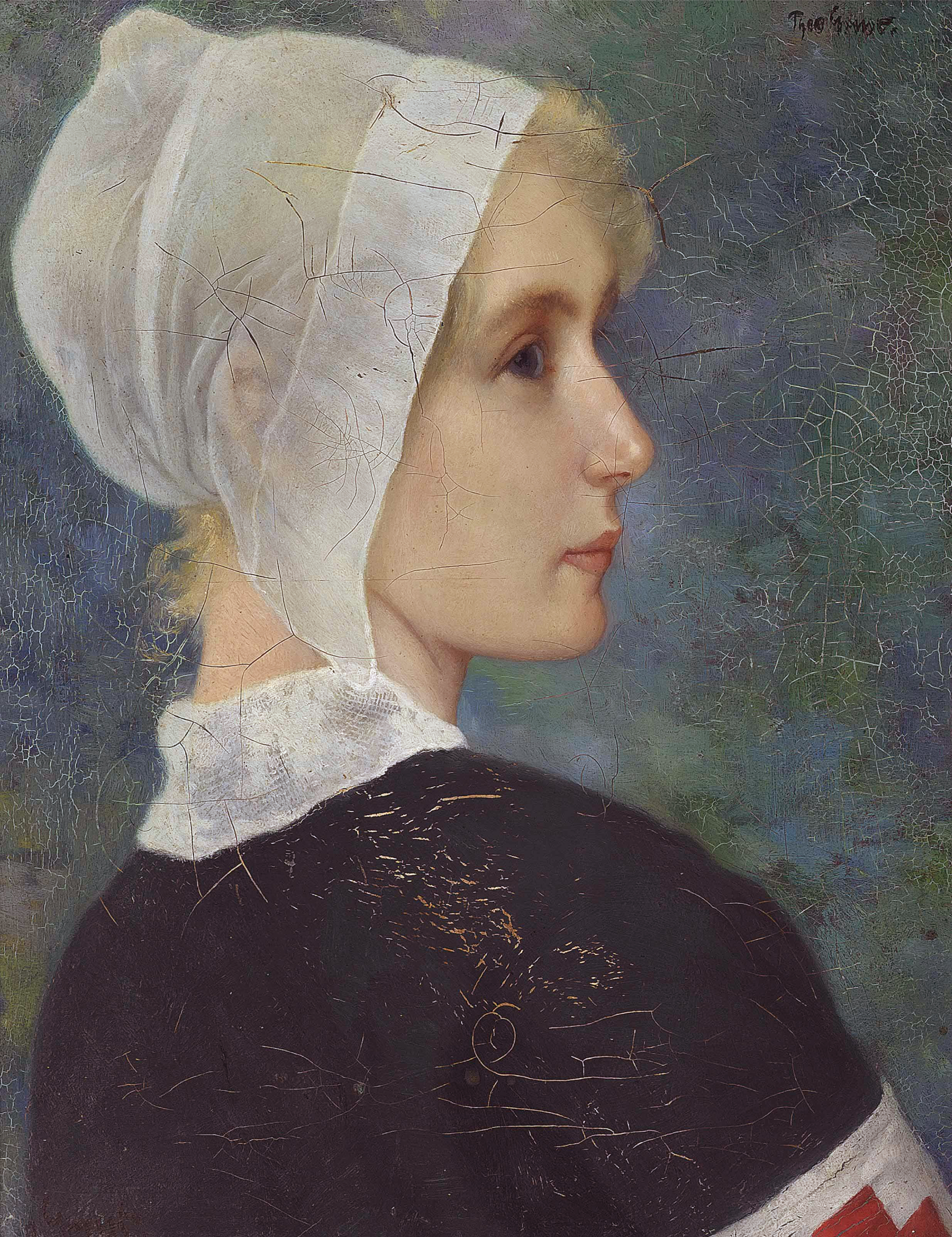
Retrat d'una infermera de la Creu Roja, pintat per Theodor Grust a les darreries del o a principi del XX

Quan el 1901 es va atorgar el primer Premi Nobel de la Pau va ser atorgat, el Comitè Noruec del Nobel va optar per concedir-lo de manera conjunta a Henri Dunant i a Frédéric Passy, un líder pacifista internacional. Més important que l'honor del premi mateix, la felicitació oficial del Comitè Internacional de la Creu Roja a Dunant va suposar la seva rehabilitació pendent i representà un homenatge al seu paper clau en la formació de la Creu Roja.
Dunant va morir nou anys més tard al petit balneari suís de Heiden. Dos mesos abans havia mort Gustave Moynier, el que havia estat el seu adversari durant molt temps, deixant una fita en la història del Comitè Internacional com el president que més temps ha estat en el càrrec.
El 1906 la Convenció de Ginebra del 1864 va ser revisada per primera vegada. Un any més tard, la Segona Conferència de la Haia es va adoptar una resolució que ampliava l'àmbit d'aplicació de la Convenció de Ginebra a la guerra naval.
Poc abans de l'inici de la Primera Guerra Mundial el 1914, 50 anys després de la fundació del CICR i de l'adopció de la primera Convenció de Ginebra, ja existien 45 societats nacionals de socors a tot el món.
El moviment s'havia estès més enllà d'Europa i d'Amèrica del Nord, arribant a l'Amèrica Central i l'Amèrica del Sud (Argentina, el Brasil, Xile, Cuba, Mèxic, Perú, El Salvador, Uruguai, Veneçuela), Àsia (República de la Xina, Japó, Corea, Tailàndia), i Àfrica (República de Sud-àfrica).

### El CICR a la Primera Guerra Mundial

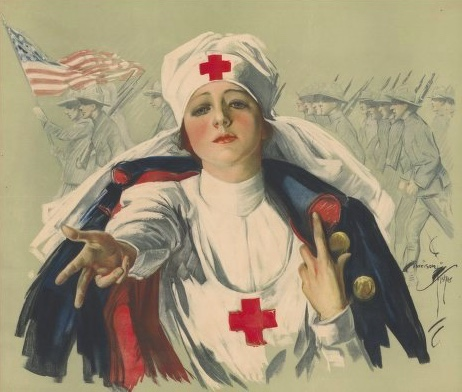
Cartell de la Creu Roja durant la Primera Guerra Mundial

Amb l'esclat de la Primera Guerra Mundial, el Comitè Internacional de la Creu Roja (CICR) es va enfrontar a uns grans desafiaments que només podria afrontar treballant amb les societats nacionals de la Creu Roja. Infermeres de la Creu Roja d'arreu del món, incloent-hi els Estats Units i el Japó, van anar a donar suport als serveis mèdics de les forces armades dels països europeus implicats en la guerra.
El 15 d'octubre del 1914, immediatament després del començament de la guerra, el CICR va crear la seva Agència Internacional dels Presoners de Guerra, que a la fi del 1914 comptava amb uns 1.200 voluntaris. Al final de la guerra aquesta agència havia transferit al voltant de 20 milions de cartes i missatges, 1,9 milions de paquets i prop de 18 milions de francs suïssos en donacions monetàries als presoners de guerra de tots els països afectats. A més, gràcies a la intervenció de l'Agència, uns 200.000 presoners van ser intercanviats entre les parts en conflicte, alliberats i retornats al seu país d'origen.
El fitxer d'organització de l'Agència va acumular al voltant de 7 milions de registres des del 1914 fins al 1923, cada fitxa corresponia a un presoner o una persona desapareguda. Aquest fitxer va permetre la identificació d'uns 2 milions de presoners de guerra i la possibilitat de contactar amb les seves famílies. El fitxer complet està dipositat al Museu Internacional de la Creu Roja i la Mitja Lluna Roja a Ginebra, però l'accés és restringit i només permès al CICR.
Durant la guerra, el CICR va supervisar el compliment de la Convenció de Ginebra del 1907 per les parts en conflicte i va transmetre denúncies de violacions als diferents països. Quan en aquesta guerra es van utilitzar les armes químiques per primer cop a la història, el CICR va protestar vigorosament contra aquest nou tipus de guerra. I, tot i no tenir un mandat de la Convenció de Ginebra, va tractar d'alleujar el sofriment de la població civil. Basant-se en les convencions sobre les Lleis i costums de la guerra a terra sorgides el 1907 de la Segona Conferència de la Haia el podia ajudar a la població civil de les zones que van ser considerades oficialment com a territoris ocupats. Aquesta Conferència també va ser el fonament jurídic per al treball del CICR amb els presoners de guerra. A més de les tasques esmentades l'Agència Internacional dels Presoners de Guerra també incloïa visites d'inspecció als camps de presoners. Un total de 524 camps d'arreu d'Europa van ser visitats per 41 delegats del CICR fins al final de la guerra.

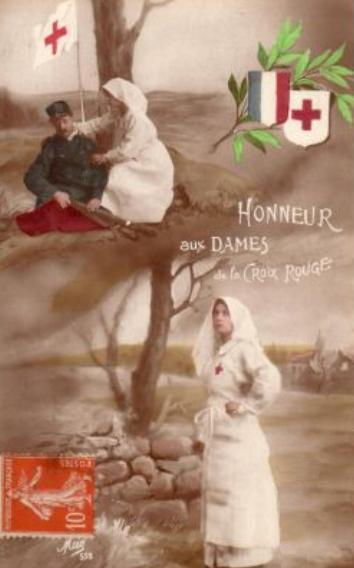
Postal francesa de 1915 que ret homenatge a les infermeres de la Creu Roja

Entre el 1916 i el 1918, el CICR va publicar una sèrie de targetes postals amb escenes dels camps de presoners de guerra. Les fotografies mostraven els presoners fent les activitats diàries com per exemple la distribució de cartes. La intenció del CICR era la de proporcionar a les famílies dels presos algun tipus d'esperança i de consol i per alleujar les seves incerteses sobre el destí dels seus éssers estimats. Després del final de la guerra el CICR va organitzar el retorn d'uns 420.000 presoners als seus països d'origen. El 1920 la tasca de la repatriació va ser transferida a la Societat de Nacions que s'acabava de crear, aquest organisme va designar el diplomàtic i científic noruec Fridtjof Nansen com el seu Alt Comissionat per a la Repatriació dels Presoners de Guerra. El seu mandat legal es va ampliar posteriorment per donar suport i atendre els refugiats de guerra i les persones desplaçades quan va esdevenir l'Alt Comissionat als Refugiats de la Societat de Nacions. Nansen, que va inventar el passaport Nansen per als refugiats apàtrides, va ser guardonat amb el Premi Nobel de la Pau el 1922 i va designar a dos delegats del CICR com els seus representants.
Un any abans de la final de la guerra, el CICR va rebre el Premi Nobel de la Pau del 1917 pel seu treball en temps de guerra. Va ser l'únic Nobel de la Pau atorgat durant el període 1914-1918. El 1923, el Comitè va aprovar un canvi a la seva política relativa a la selecció de nous membres, fins llavors només els ciutadans de la ciutat de Ginebra podien ser membres. Després d'aquesta modificació tots els ciutadans suïssos van poder ser membres del CICR. Com a conseqüència directa de la Primera Guerra Mundial, el 1925 es va adoptar un protocol addicional a la Convenció de Ginebra que prohibia l'ús de gasos verinosos o asfixiants i els agents biològics com armes. Quatre anys més tard, la Convenció original va ser revisada i es va establir la segona Convenció de Ginebra sobre el tracte als presoners de guerra. Els esdeveniments de la Primera Guerra Mundial i les activitats del CICR van augmentar significativament la reputació i l'autoritat del Comitè entre la comunitat internacional i va conduir a una ampliació de les seves competències.
El 1934 la Conferència Internacional de la Creu Roja va aprovar la proposta d'un conveni addicional per a la protecció de la població civil durant un conflicte armat. Però, malauradament, la majoria dels governs tenien poc interès en l'aplicació d'aquesta convenció i van evitar la seva entrada en vigor abans de l'inici de la Segona Guerra Mundial.

### El CICR a la Segona Guerra Mundial
La base jurídica de la tasca del CICR durant la Segona Guerra Mundial va ser la Convenció de Ginebra revisada el 1929. Les activitats de la Comissió foren similars a les que va dur a terme durant la Primera Guerra Mundial: visitar i controlar els camps de presoners de guerra, l'organització de l'assistència de socors per a la població civil i gestionar l'intercanvi de missatges pel que fa als presoners i els desapareguts. Al final de la guerra, 179 delegats havien realitzat 12.750 visites a camps de presoners de guerra en 41 països. L'Agència Central d'Informació dels Presoners de Guerra comptava amb una plantilla de més de 3.000 persones i el fitxer de seguiment dels presoners contenia 45 milions de fitxes, a més l'Agència va intercanviar 120 milions de missatges. Un obstacle important fou que els nazis controlaven la Creu Roja Alemanya i aquesta organització es va negar a cooperar seguint els estatuts de Ginebra, excloent violacions flagrants com la deportació dels jueus d'Alemanya o l'assassinat en massa dut a terme als camps de concentració nazis. A més, dues parts en el conflicte, la Unió Soviètica i el Japó no formaven part de la Convenció de Ginebra del 1929 i no van estar legalment obligats a seguir les normes establertes a la Convenció.
El 1943 el CICR va aconseguir permís del Ministeri d'Afers Exterior alemany per enviar paquets d'aliments als detinguts als camps de concentració amb noms i lloc de detenció coneguts. El primer enviament va ser a 50 presoners, però el CICR va aconseguir d'enregistrar la identitat i el lloc de deportació d'altres detinguts i va anar ampliant l'operació d'enviament de paquets, el març del 1945 ja tenia informació d'uns 56.000 i a la fi de la guerra de 105.000. Fins al maig del 194 es van lliurar al voltant d'1,1 milions de paquets. Tanmateix aquests mai van poder arribar als presoners sotmesos als règims més severs i el CICR tampoc no va poder fer res contra la tortura i les massacres.
L'oficial de l'exèrcit suís Maurice Rossell va ser enviat a Berlín durant la Segona Guerra Mundial com a delegat de la Creu Roja Internacional, i com a tal va visitar Auschwitz el 1943 i Theresienstadt el 1944. Claude Lanzmann el va entrevistar el 1979 durant el rodatge de la pel·lícula Shoah i amb el material va crear el documental Un vivant qui passe (1997 on explica la seva experiència.
El 12 de març de 1945, president del CICR, Jacob Burckhardt va rebre un missatge del general i Obergruppenführer de les SS Ernst Kaltenbrunner on acceptava la demanda del CICR perquè els delegats poguessin visitar els camps de concentració. L'acord obligava els delegats a romandre en els camps fins al final de la guerra. Deu delegats van acceptar el càrrec i van visitar els camps, entre ells hi havia Louis Haefliger (Mauthausen), Paul Dunant (Theresienstadt) i Víctor Maurer (Dachau).
El 1944 el CICR va rebre el seu segon Premi Nobel de la Pau i igual que en el cas de la Primera Guerra Mundial aquest premi va ser l'únic Nobel de la Pau atorgat durant el període de la guerra (1939 - 1945). Al final de la guerra, el CICR va treballar amb les Societats nacionals de la Creu Roja per organitzar l'assistència de socors als països més greument afectats. El 1948 el Comitè va publicar un informe de revisió de les seves activitats durant la guerra entre l'1 de setembre del 1939 i el 30 de juny del 1947. L'arxiu d'aquest període va ser obert el gener del 1996 a la recerca acadèmica i a la pública.

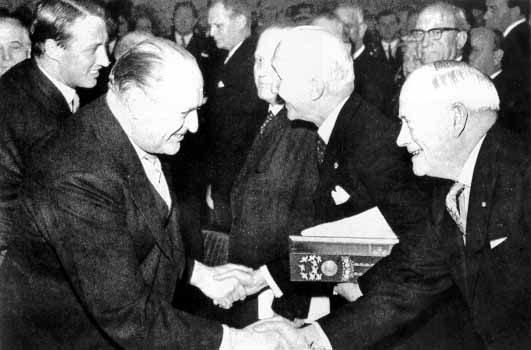
Cerimònia del Premi Nobel de la Pau el 1963, durant la qual reberen el guardó els representants de la Creu Roja, Léopold Boissier i John A. MacAulay

El 1996, basant-se en documents de l'OSS (Office of Strategic Services) dels Estats Units, l'antecessor de la CIA, es va acusar el CICR d'haver estat utilitzat i possiblement controlat pels nazis a través d'agents infiltrats. Aquestes acusacions van provocar una investigació interna del CICR i l'emissió d'un document el mateix any, i actualitzat el febrer del 2007, on es reconeixia que 18 membres del CICR haurien estat “involucrats en activitats reprovables”, un delegat hauria estat involucrat en un afer destinat al lucre personal (i va ser acomiadat quan es van conèixer les seves activitats), i en el cas dels dos acusats d'espionatge el CICR indica que no ocupaven llocs importants de responsabilitat en qualsevol cas en desconeixia aquesta activitat.
També es queixa que els autors dels documents de l'OSS fan al·legacions contra altres persones del CICR basant-se en rumors i descrivint activitats normals i dutes a terme obertament i amb el consentiment dels aliats com a espionatge.

### La Federació Internacional de Societats de la Creu Roja i de la Mitja Lluna Roja
El 1919 els representants de les societats nacionals de la Creu Roja de la Gran Bretanya, França, Itàlia, Japó i els EUA es van reunir a París per fundar la "Lliga de Societats de la Creu Roja". La idea original era de Henry Davison, llavors president de la Creu Roja Nord-americana. Aquest moviment, liderat per la Creu Roja Nord-americana, va expandir les activitats internacionals de la Creu Roja més enllà de l'estricta missió del CICR per tal d'incloure l'assistència de socors en resposta a situacions d'emergència no causades per la guerra (com per exemple les catàstrofes d'origen humà o els desastres naturals). La Creu Roja Nord-americana ja tenia experiència en l'assistència en desastres des de la seva fundació.
La formació de la Lliga, com una organització internacional addicional de la Creu Roja juntament amb el CICR, no va estar exempta de controvèrsia per diverses raons. Al CICR el preocupava la possible rivalitat entre les dues organitzacions. La fundació de la Lliga era vista com un intent de soscavar la posició de lideratge del CICR en el moviment i per transferir gradualment la major part de les seves funcions i competències a una institució multilateral. A més, tots els membres fundadors de la Lliga eren societats nacionals de països de la Triple Entesa o associats de l'Entesa. Els estatuts originals de la Lliga, del maig 1919, contenien una nova reglamentació que donava a les cinc societats fundadores un règim privilegiat i, gràcies als esforços de Henry P. Davison, el dret a excloure de manera permanent les Societats nacionals de la Creu Roja dels països de les Potències Centrals, és a dir, Alemanya, Àustria, Hongria, Bulgària i Turquia, i a més la Societat de la Creu Roja de Rússia. Aquestes normes eren contràries als principis de la Creu Roja d'universalitat i igualtat entre totes les societats nacionals, la qual cosa va fomentar les preocupacions del CICR.
La primera missió d'assistència de socors organitzada per la Lliga fou l'ajuda a les víctimes de la fam i la posterior epidèmia de tifus a Polònia. Només cinc anys després de la seva fundació, la Lliga ja havia emès 47 crides de donació per a les missions a 34 països, un indicador impressionant de la necessitat d'aquest tipus de tasca de la Creu Roja. La suma total recaptada per aquestes crides va arribar als 685 milions de francs suïssos, que van ser utilitzats per portar subministraments d'emergència a les víctimes de la fam a Rússia, Alemanya i Albània; dels terratrèmols a Xile, Pèrsia, Japó, Colòmbia, Equador, Costa Rica i Turquia i als refugiats a Grècia i Turquia. La primera missió d'un gran desastre per a la Lliga es va produir després del terratrèmol del 1923 al Japó, que va matar unes 200.000 persones i va deixar incomptables persones ferides i sense llar. Gràcies a la coordinació de la Lliga, la Societat de la Creu Roja del Japó va rebre béns de les societats "germanes" per un valor total d'uns 100 milions de dòlars. Un altre àmbit d'actuació important, iniciat per la Lliga, va ser la creació d'organitzacions de la Creu Roja de joves dins de les societats nacionals.
L'any 2013 el Moviment Internacional de la Creu Roja i la Mitja Lluna Roja fou guardonat amb el Premi Príncep d'Astúries de Cooperació Internacional.

## Principis fonamentals
La FICR així com, les distintes Societats Nacionals fan la seua labor davall set principis fonamentals que regeixen les actuacions d'aquesta organització.
Proclamats a Viena en 1965, els set Principis Fonamentals creen un vincle d'unió entre les Societats Nacionals de la Creu Roja i de La Mitja Lluna Roja, el CICR i la FICR. Els Principis Fonamentals garanteixen la continuïtat del Moviment de la Creu Roja i de La Mitja Lluna Roja i la seua labor humanitària.
- Humanitat: El Moviment Internacional de la Creu Roja i de La Mitja Lluna Roja, a què ha donat naixement la preocupació de prestar auxili, sense discriminació, a tots els ferits als camps de batalla, s'esforça, davall el seu aspecte internacional i nacional, a prevenir i alleujar el patiment dels hòmens en totes les circumstàncies. Tendeix a protegir la vida i la salut, així com a fer respectar a la persona humana. Afavoreix la comprensió mútua, l'amistat, la cooperació i una pau duradora entre tots els pobles.

- Imparcialitat: No fa cap distinció de nacionalitat, raça, religió, condició social ni credo polític. Es dedica únicament a socórrer els individus en proporció amb els patiments, remeiant les seues necessitats i donant prioritat a les més urgents.

- Neutralitat: A fi de conservar la confiança de tots, el Moviment s'absté de prendre part en les hostilitats i, en tot temps, en les controvèrsies d'ordre polític, racial, religiós i ideològic.

- Independència: El Moviment és independent. Auxiliars dels poders públics en les seues activitats humanitàries i sotmeses a les lleis que regeixen els països respectius, les Societats Nacionals deuen, això no obstant, conservar una autonomia que els permeta actuar sempre d'acord amb els principis del Moviment.
- Caràcter Voluntari: És un moviment de socors voluntari i de caràcter desinteressat.
- Unitat: En cada país només pot existir una Societat de la Creu Roja o de La Mitja Lluna Roja, que ha de ser accessible a tots i estendre la seua acció humanitària a la totalitat del territori.
- Universalitat: El moviment internacional de la Mitja Lluna Roja i la Creu Roja és d'abast mundial, i en el seu si totes les societats tenen el mateix estatus i comparteixen les mateixes responsabilitats i els mateixos deures en l'ajuda mútua.

El principi de neutralitat ha comportat les crítiques d'alguns sectors en nombroses ocasions, ja que impedeix a la Creu Roja denunciar situacions de violacions dels drets humans en els territoris on treballa. Exemples d'aquestes crítiques són el seu "silenci" en els camps de concentració nazis durant la Segona Guerra Mundial, crisis humanitàries a l'Àfrica o la presó de Guantánamo després de l'11 de setembre. Tanmateix, aquest silenci permet entrar a la Creu Roja a territoris o presons on altres ONG no són permeses. Tanmateix, els grups terroristes Hamàs o Hezbollah no permeten ni tan sols a la Creu Roja que visiti els captius israelians que estan en poder seu.

## Les societats nacionals
Les distintes Societats Nacionals de la Creu Roja o Mitja Lluna Roja es troben unides davall la Federació Internacional de la Creu Roja i de La Mitja Lluna Roja, cada Societat Nacional en cada país, deu adoptar un dels emblemes, no podent utilitzar-se els dos per una Societat, reservant-se la seua utilització conjunta a la FICR. El Comitè Internacional és una organització Independent, encarregada de vetlar pel Dret internacional amb seu en Ginebra. El CICR és el fundador del Moviment Internacional de la Creu Roja.
Actualment existeixen més de 184 Societats Nacionals en tot el món. La Societat Nacional de la Creu Roja Espanyola és una de les majors organitzacions en aquest país, en l'actualitat compta amb més de 500.000 socis i 100.000 voluntaris.

## Els emblemes

El símbol del Moviment més utilitzat arreu del món és el d'una creu roja sobre fons blanc

L'ús dels emblemes, tant la Creu Roja com la Mitja Lluna Roja són definits pel Dret Internacional Humanitari (DIH) com es va estipular en les Convencions de Ginebra de 1949.
El símbol de la Creu Roja sobre un fons blanc va ser adoptat en la Primera Convenció de Ginebra a 1864 i correspon a la inversió dels colors de la bandera de Suïssa. La Mitja Lluna Roja utilitzada originalment per l'Imperi Otomà a la Guerra russo-turca (1877–1878) fou incorporada com a segon emblema oficialment a 1929 pel CICR. Anteriorment havia suggerit que els països musulmans en principi podrien utilitzar-ho en comptes de la Creu Roja.
Va existir també com a emblema el Lleó i sol vermell proposat per Pèrsia (actual Iran) a 1899 i utilitzat oficialment per la societat nacional de l'Iran entre 1924 - 1980. Aquest emblema va ser reconegut oficialment pel CICR en 1929. Amb el triomf de la revolució islàmica, el nou règim va informar el CICR que es faria servir en endavant la mitja lluna roja. Tanmateix, manté el seu dret a tornar a utilitzar-lo.
Van existir problemes en relació amb els emblemes de la Creu Roja i la Mitja Lluna Roja. En alguns conflictes s'ha interpretat que aquests símbols tenen un significat religiós, el que tot i no ser cert, ha provocat una interpretació errònia de la naturalesa de l'organització. Certes societats nacionals com la Societat Magen David Adom d'Israel, no se sentien còmodes utilitzant aquests símbols. Per això, en l'actualitat utilitza l'Estrella de David Roja, un símbol que no ha estat reconegut oficialment pel CICR, motiu pel qual Israel no forma part del Moviment. Aquesta situació va ser l'origen d'un debat sobre la necessitat i conveniència d'adoptar un tercer símbol. Com a resultat d'un llarg procés de consultes es va aprovar un tercer emblema, el cristall roig o cristall vermell

### El cristall roig

El Cristall Roig

El 8 de desembre del 2005, el tercer protocol de la Convenció de Ginebra, creà el Tercer Emblema Protocol·lari, també anomenat el Cristall Roig o el Diamant Roig, el qual no té connotacions religioses o nacionalistes, i que permeté l'ingrés del Magen David Adom a la Federació Internacional, el 22 de juny del 2006.
Les societats nacionals poden fer servir el Cristall Roig o la Creu Roja o la Mitjana Lluna Roja indistintament.
Igualment, poden usar la combinació del Cristall Roig amb l'emblema interior.
A partir del 14 de gener del 2007, el III Protocol està en complet vigor i l'emblema del Cristall Roig està completament reconegut sota les Convencions de Ginebra per les Nacions que han ratificat el Protocol.

el Cristall Roig amb la Creu Roja.
el Cristall Roig amb la Mitja Lluna Roja.
el Cristall Roig amb el Magen David Adom.
el Cristall Roig amb el Lleó i el Sol Rojos, emprat per l'Iran fins a l'any 1980.

## Actuacions

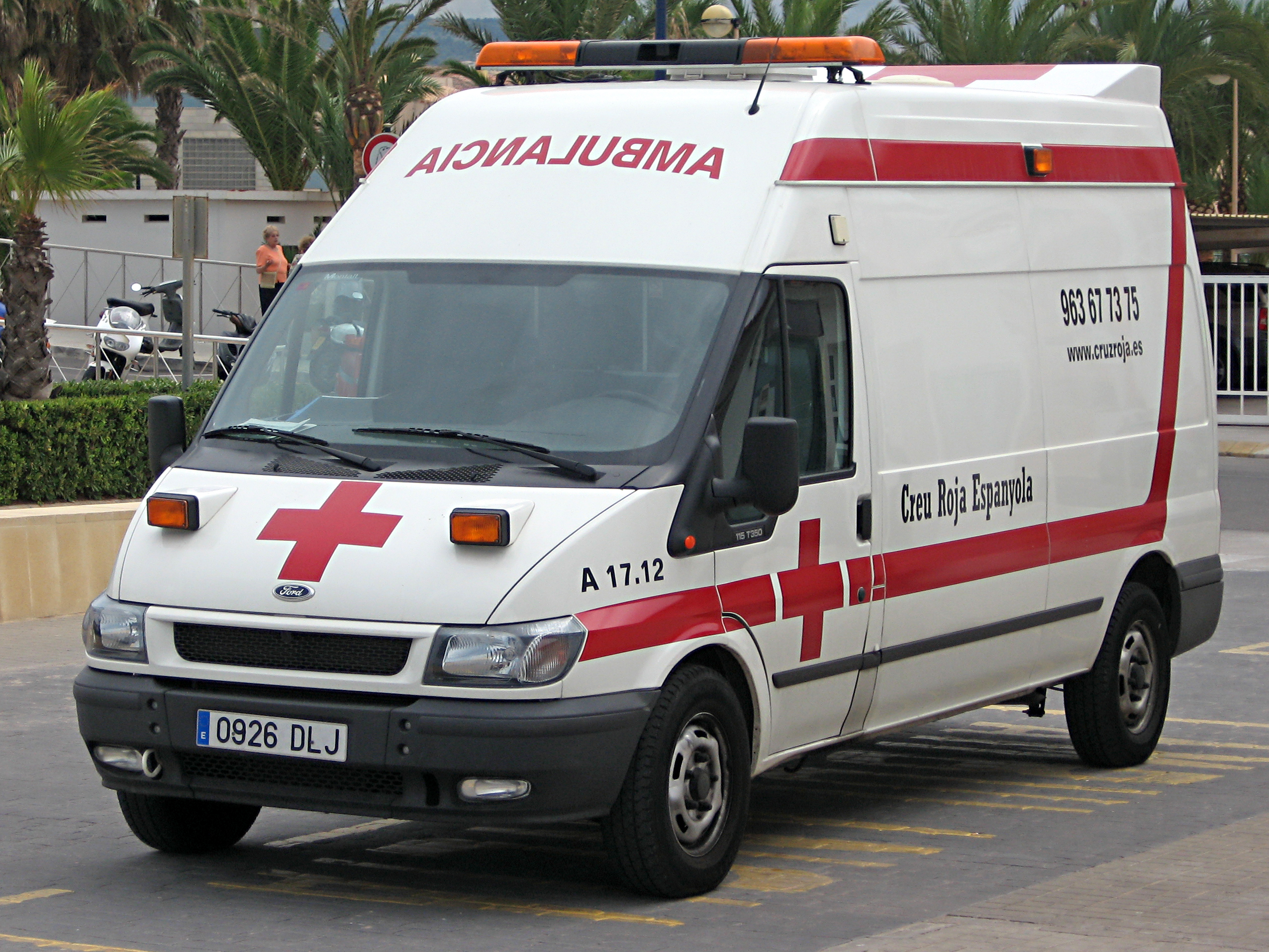
Una ambulància de la Creu Roja.

Els camps d'actuació de les Societats de Creu Roja i de La Mitja Lluna Roja comprenen distintes àrees depenent de les necessitats de cada país. Amb caràcter general, els seus principals programes van des de Primers auxilis amb llocs de Socors terrestres i marítims, passant per l'atenció als sectors de la població més necessitats, ajuda domiciliària, immigració, programes de salut, medi ambient, ajuda humanitària internacional, igualtat, serveis socials.
Dins de Creu Roja hi ha una Organització juvenil, anomenada Creu Roja Joventut, que és l'encarregada de treballar amb els sectors de població més joves, amb programes de promoció d'hàbits saludables, desenvolupament mediambiental, igualtat de gènere, entre d'altres.
La seva manca d'assistència als ostatges retinguts durant mesos per Hamàs i la Jihad Islàmica Palestina durant la Guerra entre Israel i Gaza de 2023, dels que van morir desenes en mans dels terroristes islàmics fou criticada.